# Jan Fajstavr
Jan Fajstavr (* 26. března 1944 Jilemnice) je bývalý československý lyžař. Žije v Liberci.

## Lyžařská kariéra
Na X. ZOH v Grenoble 1968 skončil v běhu na lyžích na 15 km na 23. místě, na 30 km na 22. místě, na 50 km na 28. místě a ve štafetě na 4x10 km na 9. místě. Na XI. ZOH v Sapporu 1972 skončil v běhu na lyžích na 15 km na 29. místě, na 30 km na 34. místě, na 50 km na 19. místě a ve štafetě na 4x10 km na 8. místě. Na XII. ZOH v Innsbrucku 1976 skončil v běhu na lyžích na 15 km na 35. místě a na 50 km na 17. místě. Na Mistrovství světa v klasickém lyžování 1970 ve Vysokých Tatrách skončil v běhu na 30 km na 31. místě a ve štafetě na 4x10 km na 8. místě. Na Mistrovství světa v klasickém lyžování 1974 ve Falunu skončil v běhu na 15 km na 14. místě, na 30 km na 18. místě, na 50 km na 23. místě a ve štafetě na 4x10 km na 5. místě.